# Al Hilal Stadium
L'Al Hilal Stadium (en arabe : استاد الهلال) est un stade de football d'une capacité de 25 000 places, situé à Omdurman et appartenant au club soudanais d'Al Hilal,.